# 曾興魁
曾興魁（1946年—2021年8月10日），臺灣作曲家，出生於屏東，曾獲吳三連獎。曾任教於國立臺灣師範大學音樂系、開南大學資訊傳播學系，並曾擔任中華民國電腦音樂學會理事長、榮譽理事長，2021年病逝。以將傳統音樂元素融合現代音樂技法著稱，後期鑽研電子電腦音樂作曲。代表作有《物化》、《牧歌》、《輪迴》等作。

## 生平
曾興魁，1946年生於屏東，1968年至1972年間就讀國立臺灣師範大學音樂系，後於1977年獲公費留學德國芙萊堡音樂院，於1981年獲得藝術家文憑後返臺於國立臺灣師範大學音樂系任教。1984年，作品《牧歌》獲法國巴黎國際現代音樂圖書館 Ville d'Avray 作曲比賽首獎，同年，作品《綺想曲》於荷蘭高地雅慕斯音樂節演出。1986年，作品《輪迴》則獲得第三屆國際管風琴作曲比賽首獎。1986-87年間獲得法國政府獎學金，前往法國巴黎師範音樂院完成電影作曲文憑，期間曾於巴黎「國際藝術家館」(Cité internationale des Arts) 及義大利羅馬舉行個人作品發表會。1990年與温隆信、潘皇龍共同發起成立「中華民國現代音樂協會」（ISCM-Chinese Taipei Section）參加國際現代音樂協會（International Society for Contemporary Music ISCM）。1999年起擔任中華民國電腦音樂學會理事長至2002年，2005年再任理事長至2007年。音樂教育方面，於2005年自師大音樂系退休後，轉至開南大學任教於資訊傳播學系。擔任教職期間，曾興魁依然持續創作並於各地發表樂曲、論文作品等，2013年獲得第36屆吳三連獎，後於2018年舉辦「吳三連獎30週年音樂會」，發表室內樂作品《物化》。2021年逝世於新竹。